# Poecilia elegans
Poecilia elegans es un pez de la familia de los pecílidos en el orden de los ciprinodontiformes.

## Morfología
Los machos pueden alcanzar los 3,6 cm de longitud total y las hembras los 4,6 cm.

## Distribución geográfica
Se encuentran en la República Dominicana.